# 막차로 온 손님들 (1982년 드라마)
《막차로 온 손님들》은 1982년 3월 27일에 방영된 TV문학관이다.

## 줄거리
동민(백윤식)과 경석(임혁), 충현(민욱)은 절친한 친구 사이이다. 하지만 세 사람이 처한 삶의 조건은 각양각색이다.
암으로 시한부 인생을 살고 있는 전직 은행원 동민, 정신과 의사로 날카로운 신경의 소유자 경석, 일본의 아버지로부터 거액의 재산을 물려받았으나 아내의 가출로 정신 분열 증세를 보이는 화가 충현. 친구 사이인 이들은 한편으로는 각기 다른 삶의 조건에서 비롯한 갈등을 겪기도 하고 다른 한편으로는 각자 애인과의 사이에 색다른 애정관계를 보이기도 하는데...

## 출연
- 백윤식
- 하미혜
- 김미숙
- 민욱
- 임혁
- 연운경
- 김인태
- 강민호
- 최창호
- 김하림
- 기정수
- 장항선
- 장칠군
- 이현두
- 박선희
- 임성희
- 신수강
- 김채연
- 김옥이
- 임영식
- 안성호
- 김소유